# 石狩 -無辜の民-

全景

右後ろから

『石狩 -無辜の民-』（いしかり むこのたみ）は、北海道石狩市弁天町の石狩浜にあるブロンズ像。制作は本郷新。上半身を布で巻かれ、何かを訴えるかのようにかろうじて片手と両足を突き出した人物が、台座の上に横たわった造形となっている。
本郷が1970年（昭和45年）に制作した『無辜の民』連作15点のひとつ「虜われた人 (1)」を原型としている。原型は中東やインドシナ半島でおきた戦争の陰で犠牲となった罪なき人々をモチーフとしているが、この像はさらに、北海道開拓の中で厳しい自然と格闘し斃れていった名もなき人々のイメージを重ね合わせている。コンクリート製台座の左右には御影石がはめ込まれており、そこには本郷の自筆による「この地に生き、この地に埋もれし、数知れぬ無辜の民の、霊に捧ぐ」という碑文が刻まれている。
石狩浜への設置に先立って、箱根彫刻の森美術館主催の第2回現代国際彫刻展に出品されており、美術評論家の匠秀夫は「本郷新の代表作に数えるべき彫像」と評した。

## 設置までの経緯
1973年（昭和48年）11月、石狩町（当時）の役場庁舎前広場に、本郷新によるブロンズ胸像「飯尾円什之像」が建立された。この胸像制作を機に、本郷は『石狩 -無辜の民-』の設置場所を石狩川河口付近にと望むようになった。
1978年（昭和53年）、北海道文化賞を受賞した本郷は返礼として『石狩 -無辜の民-』を北海道に寄贈し、設置場所を石狩浜に指定したうえで「ハマナスの咲く6、7月ころに除幕式を」と希望した。石狩町は翌1979年（昭和54年）4月に受け入れ計画の文書を道に提出し、台座経費の補助金交付を待った。ところが7月になって、補助金の解釈について石狩町と北海道との間に食い違いがあったことが発覚し、交付は中止された。そのため石狩町は、経費の捻出のため新たに議会の了承を得る必要に迫られたが、ハマナスの時季をとうに過ぎても結論を出せなかった。約束が守られないことを知った本郷は像の寄贈を取りやめてしまい、そのうえ1980年（昭和55年）に当人が死去したため、一連の話は立ち消えとなった。
1980年夏、石狩ライオンズクラブ会長の稲見研二は、前年の町長選挙が紛糾したせいでバラバラになってしまった住民たちの心をまとめるため、一丸となって取り組める目標として『石狩 -無辜の民-』設置運動の再開を提唱した。稲見が札幌市中央区宮の森の本郷のアトリエに赴いたところ、像はアトリエの外で雨ざらしになっていた。しかし本郷新記念札幌彫刻美術館の収蔵予定リストには含まれていなかったので、石狩設置は可能であった。
本郷新の遺族代表である息子の本郷淳と会談した稲見は、像の設置場所や台座のデザインなどについて全面的に遺族側の意向を受け入れ、設置の了解を得た。1980年12月20日、石狩ライオンズクラブが中心となり、各町内会や農協、漁協などに呼びかけて「ブロンズ像設置期成会」が結成された。会員たちは資金集めに奔走し、募金活動は全町的な盛り上がりをみせた。目標金額1050万円に対し、募金収入額は1025万6442円とわずかに及ばなかったものの、1981年（昭和56年）6月30日に無事『石狩 -無辜の民-』の除幕式が石狩浜の砂丘で行われた。この日をもってクラブ会長任期を満了した稲見は、翌7月1日の財団法人札幌彫刻美術館の記念式典に出席し、集まった寄付金の中から500万円を贈呈した。11月3日、ブロンズ像を石狩町に寄贈して、期成会は解散した。